# Засоби масової інформації та видавництва Дрогобича

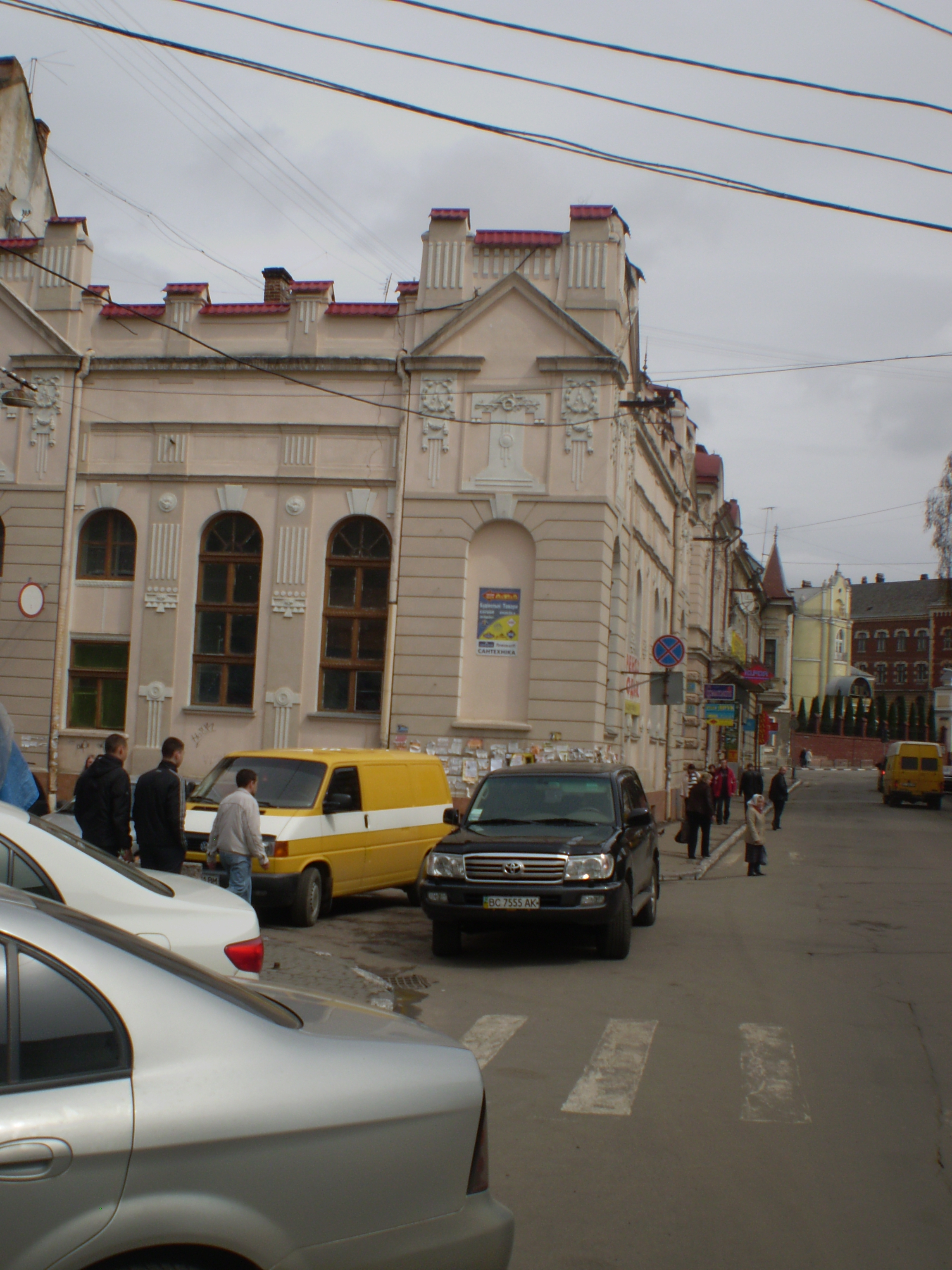
Приміщення колишньої синагоги, зображеної на листівці, виданій у видавництві Й. Пільпля в Дрогобичі на початку ХХ століття. Сучасне фото.

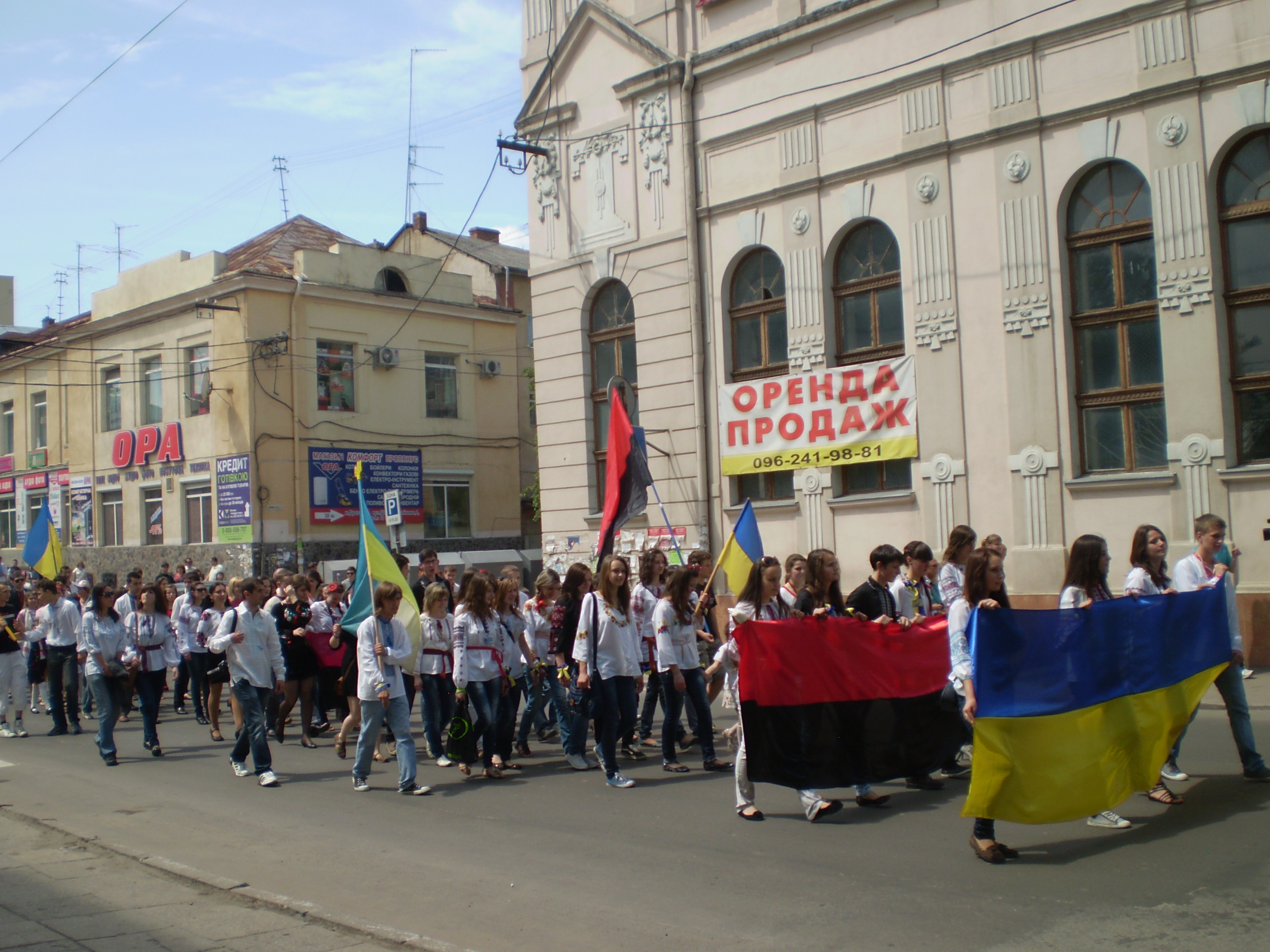
Вишиванка-фест 20 травня 2012 року. Вишиванкова хода повз приміщення колишньої синагоги, зображеної на листівці, виданій у видавництві Й.Пільпля в Дрогобичі на початку ХХ століття.

Будинок на вулиці Шевченка в Дрогобичі, в якому діє редакція газети «Галицька зоря».

Рекламний щит (що теж належить до ЗМІ) на вулиці Грушевського з рекламою Великої Гаївки.

Будинок поряд з пам'ятником Юрію Дрогобичу, в якому діє редакція радіо «Франкова земля».

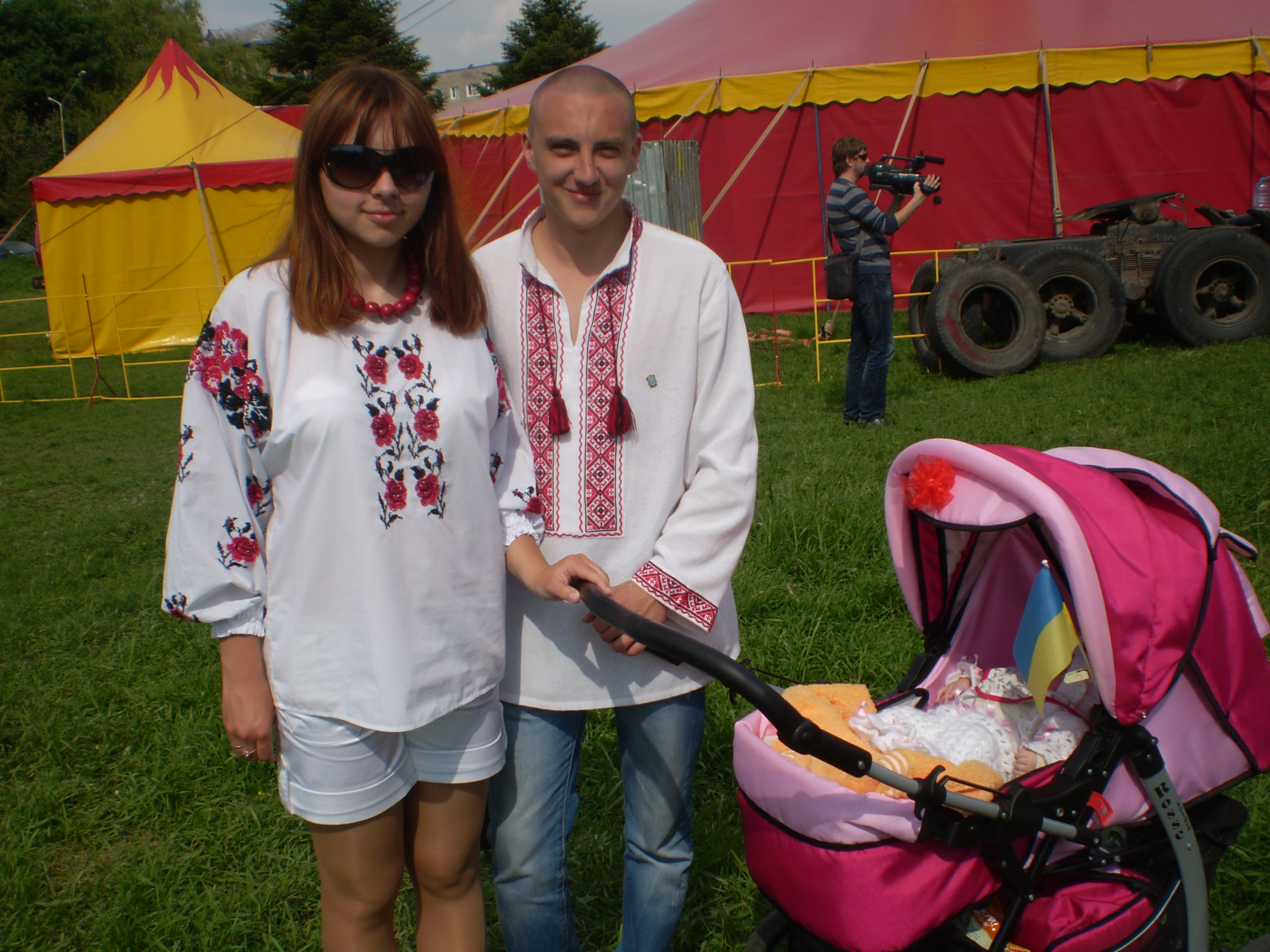
Молоді дрогобичани в вишиванках на вишиванка-фест 20 травня 2012 року. На задньому плані працює оператор «Кофеїн-TV»

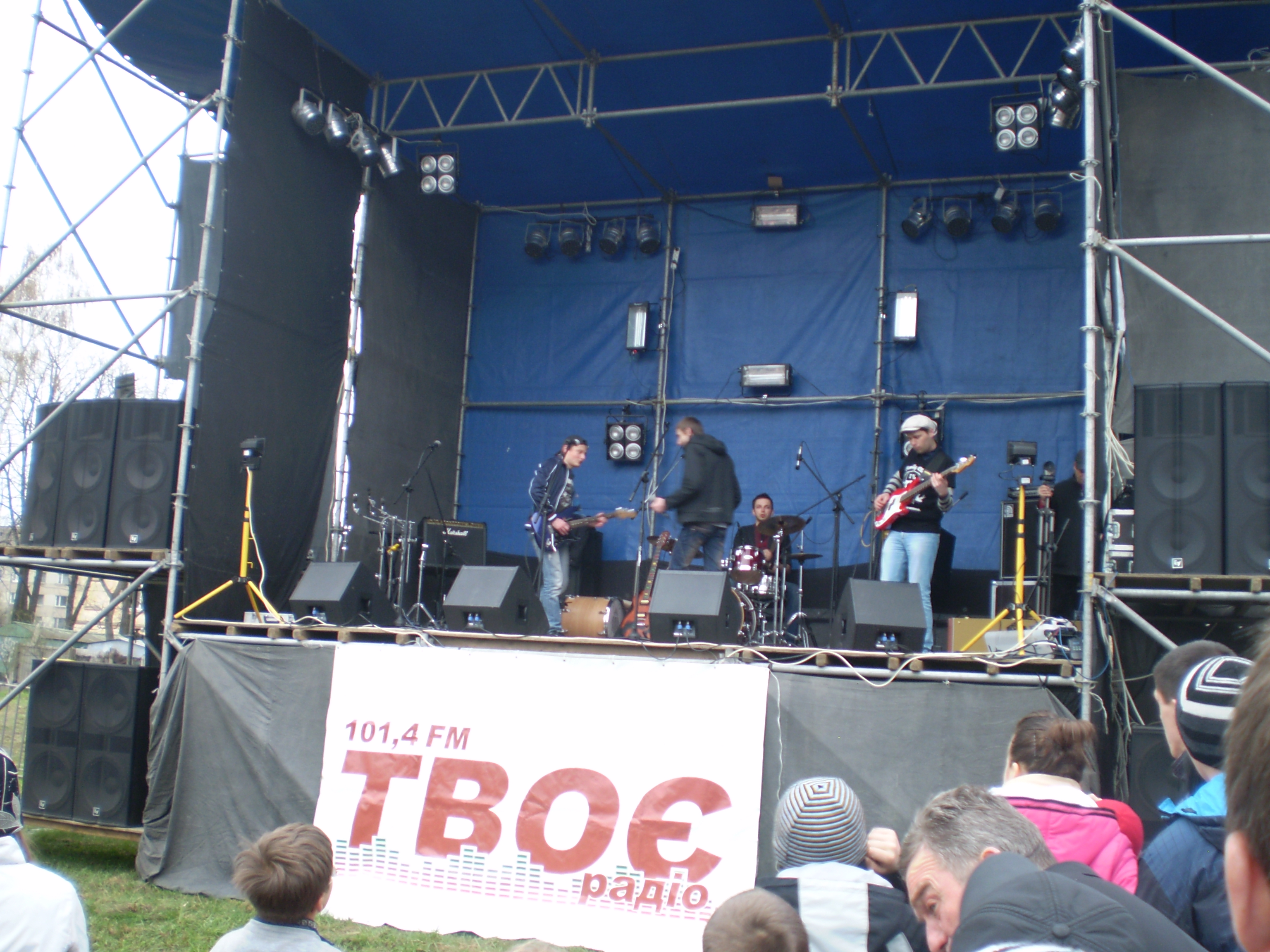
Реклама одного з ЗМІ Дрогобича «Твоє радіо» на святковому концерті біля шпихліру під час Великої Гаївки, яку радіо висвітлювало в своєму ефірі.

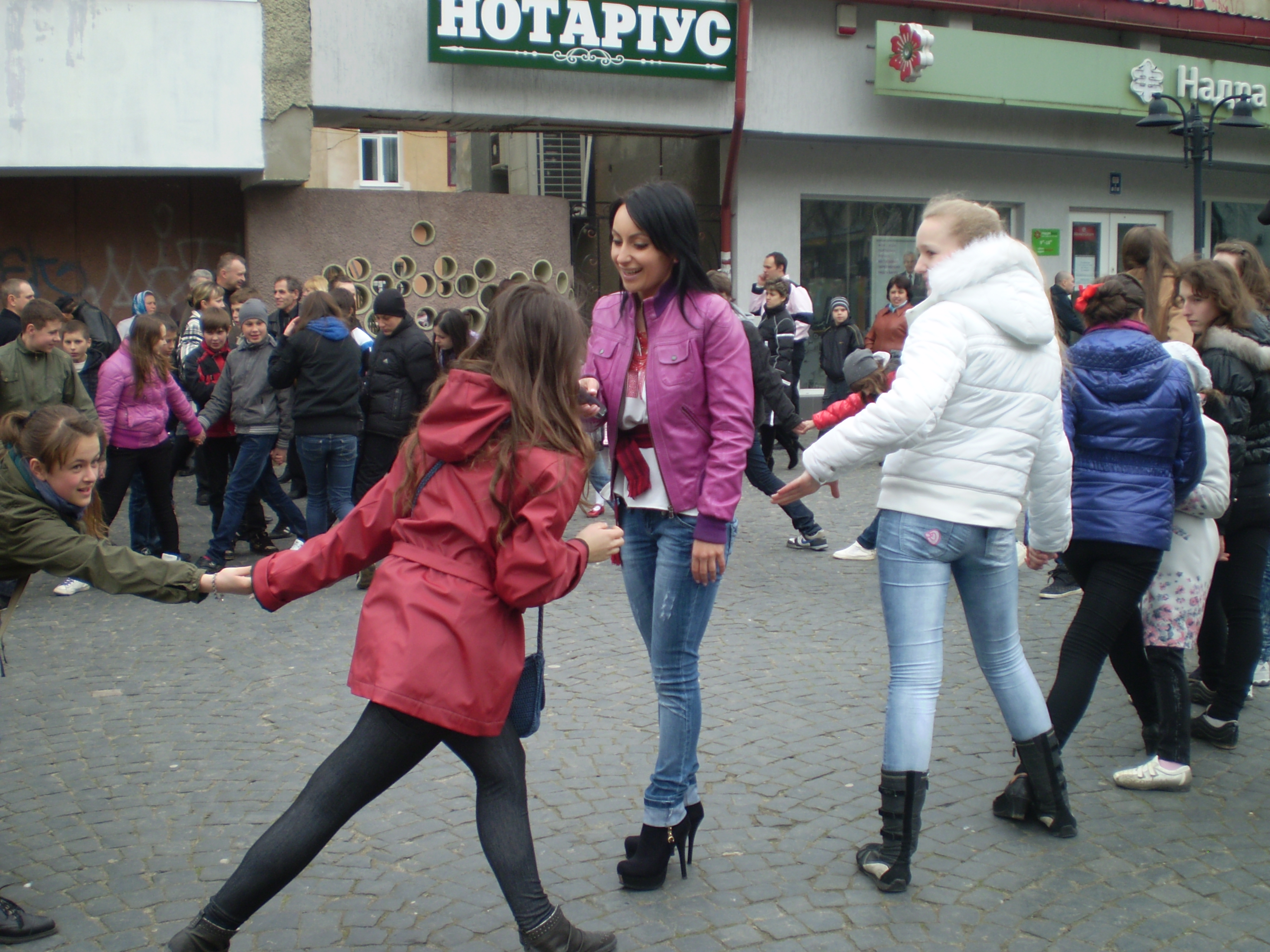
Працюють дрогобицькі ЗМІ. Інтерв'ю ведучій «Кофеїн TV» дають учасники Великої Гаївки в Дрогобичі на площі перед пам'ятником Юрію Дрогобичу.

За́соби ма́сової інформа́ції та видавни́цтва Дрого́бича мають більш ніж 130-літню історію.
Від 1883 по 2013 рік в Дрогобичі нараховуємо понад 120 видань: газет, альманахів, журналів, одноднівок, які поширювалися як на усе місто, так і на цілий регіон, і за його межі.

## У часиГабсбургів
Початок свій дрогобицькі засоби масової інформації беруть ще за часів Австро-Угорщини. 1883 року за правління Франца Йосифа I почала виходити німецькомовна «Дрогобицька газета» (нім. «Drohobyczer Zeitung»), яка стала виразником інтересів юдейської еліти міста. Це був перший політичний часопис в Дрогобичі. Печатався він гебрейськими літерами в місцевій друкарні єврейського підприємця Арона Жупника. (До речі, прізвище Жупник , а жупою здавна називали солеварню, свідчить про зв'язок родини власника, принаймні в минулому, з процесом виробництва солі і, найімовірніше, саме в Дрогобичі.) З липня 2012 року в Дрогобичі створений Інтернет-ресурс з ім'ям газети «Drohobyczer Zeitung», який виконує роль ЗМІ.
1884 року Едмунд Леон Солецький розпочав випуск польською мовою опозиційної до попередньої та соціал-національної за спрямуванням «Наддністрянської газети» (пол. «Gazeta Naddniestrzańska») (1884-1889), виконуючи одночасно обов'язки її видавця й редактора. Печатали її в друкарні Наукового товариства імені Т. Шевченка в Львові. Будучи другом і однодумцем Івана Франка, Солецький через пресу захищав права простого люду без огляду на національність та віросповідання, неодноразово вступаючи в полеміку з опонентами. В тому ж році з газетою співпрацював один з майбутніх лідерів Польської соціал-демократичної партії Галичини І. Дашинський. Здобувши значну кількість прихильників серед місцевого населення, часопис став більмом на оці міської адміністрації і був зумисне доведений численними перевірками та конфіскаціями до банкрутства у 1889 році. Але традиції демократичної преси не пропали, а були підхоплені її наступниками.
У 1889–1890 роках виходять двотижневики (1-го та 15-го числа кожного місяця) «Дрогобицький кур'єр» (пол. «Kurjer Drohobycki») та «Новий Дрогобицький кур'єр» (пол. «Nowy Kurjer Drohobycki»).
У 1899 та 1900 роках випускається оновлений «Дрогобицький кур'єр».
З 1900 по 1906 роки виходить «Самбірсько-Дрогобицький тижневик» (пол. «Tygodnik Samborsko-Drohobycki»).
1907 року в місті читають «Дрогобицькі новини» (пол. «Nowiny Drohobyckie»). З того ж часу і по рік 1914 випускається «Підкарпатський голос» (пол. «Glos Podkarpacki»).
Два роки, 1911 та 1912, виходить «Підкарпатська газета» (пол. «Gazeta Podkarpacka»), яка частково видавалась у Львові.
Того ж 1911 року в Дрогобичі появилося перше друковане видання українською мовою. Ним став «Голос Підкарпаття», який виходив по 1913 рік.
З 1912 по 1914 рік в місті випускаються «Дрогобицький тижневик» (пол. «Tygodnik Drohobycki») та «Реформа» (пол. «Reforma»).
Крім того, в місті видавались малотиражні нафтові бюлетені та газета «Єврейське слово» (нім. «Das jüdische Wort») на їдиш, що висвітлювала внутрішні справи юдейської громади. Дрогобицькі видавництва також випускали листівки з видами міста, зокрема у видавництві Й. Пільпля видано зображення вулиці Шевченка, дрогобицької філії Австро-Угорського банку, сиротинця, синагоги, церкви Петра і Павла, у Л. Розеншейна — аптеки на вулиці Стрийській, Дрогобицької гімназії, залізничної станції, пам'ятника Адаму Міцкевичу, площі Ринок 1913 року, в Е. Шраєра — площі Ринок в 1916 році.

## В часи ЗУНР
З листопада 1918 по травень 1919 у Дрогобичі видавалася урядова україномовна газета «Дрогобицький листок».

## У складі польської держави
Перемігши за допомогою армії Галлера військові формування УГА та встановивши на Дрогобиччині правління Польської республіки, поляки побоювались повернення часів ЗУНР, а тому влада проводила політику полонізації краю. Загальноміські періодичні видання виходили тільки польською мовою, а українською лише при товариствах, та й то під жорсткою цензурою з боку держави. З 29 червня 1926 року під редакцією М.Танебаума виходив на польській мові лояльний до уряду «Голос дрогобицько-бориславсько-самбірсько-стрийський» (пол. «Glos drohobycko-boryslawsko-samborsko-stryjski»). Того ж року розпочато видавництво щомісячника «Ватра» XVIII Пластового полку імені Івана Франка учнів Приватної української гімназії, кількість номерів невідома.
З 1 листопада 1929 року видавцем Тадеушем Тарновським та редактором Яном Ратушем розпочато при польському товаристві «П'яст» випуск двотижневика (пол. «Sprawa Ludowa»), та протягом 7 місяців побачило світ тільки 8 номерів.
В 1929–1930 роках під редакцією Володимира Сольчаника вийшло 18 випусків музичного щомісячника «Боян» однойменного товариства, який став першим професійним часописом такого напряму на Західній Україні в 20-х — 30-х роках XX століття.
Восени 1930 року в зв'язку з виборами до сейму та сенату виходив пропагандистський «Підкарпатський кур'єр» (пол. «Kurjer Podkarpacia»).
27 лютого 1932 року побачив світ перший номер тижневика «Дрогобицький кур'єр» (пол. «Kurjer drohobycki»), видаваного Максом Брінгсом та Генриком Ліповичем під редакцією Генрика Шпрінгена.
В 1932–1933 роках виходили прокомуністичні «Новини» (пол. «Nowiny»).
З 1934 по 1939 роки в Дрогобичі видавався двотижневик «Підкарпатський огляд» (пол. «Przeglad Podkarpacia»).
Протягом 1937–1938 року під редакцією студентів та випускників середніх шкіл видано 13 номерів газети «Гомін Басейну» та її наступниці «Гомін Краю», які стали широковідомими та популярними серед населення Дрогобиччини, але 1 червня 1938 року ухвалою староства випуск заборонено.

## 1939–1941
Очевидно, що військам вермахту, яка після нападу 1 вересня 1939 року Третього Рейху на Польщу і початку Другої світової війни на дуже короткий термін з 17 вересня по 24 вересня окупували Дрогобич, було не до місцевих засобів масової інформації.
Зате радянська влада, якій гітлерівці 24 вересня передали згідно з пактом Молотова — Ріббентропа місто, заборонила випуск всіх дрогобицьких часописів, а навзамін розпочато видання газет ВКП(б) та комсомолу. З 4 листопада 1939 року і до червня 1941 року виходила «Більшовицька правда», друкований орган дрогобицького обласного та міського комітетів партії більшовиків. Редактором став присланий з Харкова партфункціонер — секретар Дзержинського райкому КП(б)У Є. В. Герасименко.
З грудня 1939 по грудень 1940 року друкувався для молоді часопис «Юний комуніст», якого в січні 1941 року змінила газета «Більшовицьке плем'я» (випуск припинено в червні 1941 року в зв'язку з нападом Німеччини на СРСР).

## Під німецькою окупацією
Очевидно, що після зайняття міста фашистами 1 липня 1941 року міста деякі виробничі потужності збереглися, бо є дані про випуск в дрогобицькій пресі Маніфесту ОУН.
Під німецькою окупацією в Дрогобичі з періодичністю тричі на тиждень з липня 1941 року по березень 1942 року виходила газета «Вільне слово», а з березня по травень 1942 року — «Дрогобицьке слово».

## У складі УРСР
Після звільнення міста і знаходження в складі УРСР в Дрогобичі друкувалось «Радянське слово», орган міського та районного комітетів Комуністичної партії. З осені 1989 року колектив газети звільнився від партійного тиску та цензури і з 1 листопада 1990 року перейменував видання на народний часопис «Галицька зоря», який має свій сайт.
В листопаді 1989 року дрогобицька молодіжна організація НРУ розпочала випуск підпільного щомісячника «Молода Галичина».
У січні 1990 року створено місцеве радіо «Франкова земля» під керівництвом Йосипа Фиштика.
В червні в місті під редакцією Василя Становича з'являється перше приватне друковане видання — газета «Добре серце».
З вересня дрогобичани мали змогу читати «Галицький футбол».
У січні 1991 року товариство «Просвіта» розпочало випуск часопису «Провісник».

## У незалежній Україні

Інтернет-газета «Drohobyczer Zeitung» (Дрогобичер Цайтунґ)

З розпадом СРСР та прийняттям 24 серпня 1991 року Верховною Радою УРСР Акту про державну незалежність України кількість преси, що видавалась в Дрогобичі, лише збільшилась.
У листопаді 1991 року побачив світ перший номер газети «Молода Дрогобиччина».
В 1992 році розпочато випуск часописів «Вісті з ратуші» (січень), «Дрогобицький колекціонер» (серпень), «Ва-банк» (листопад).
Наступний пік активності припадає на 1995 рік, коли в місті Тарас Метик почав видавництво «Вісника Дрогобиччини» (березень), Самбірсько-Дрогобицька єпархія УГКЦ — газети «Жива вода» (травень), освітяни — часопису «До світла» (серпень), а в вересні з'являється «Дрогобицька реклама і оголошення».
У березні 1996 року відкрита приватна телерадіокомпанія «Алсет».
В січні 1997 року виходить «Братолюбство» Дрогобицько-Самбірської єпархії УПЦ КП.
У листопаді 1998 року побачили світ «Нові горизонти».
В жовтні 2002 року в продаж поступив часопис «Вільне Слово» (реєстраційне свідоцтво № 575 від 9 жовтня 2002 року, редактор — Швед Іван Дмитрович, адреса — майдан Ринок 28/2) — назва газети аналогічна тій, що виходила в Дрогобичі під час окупації.
Крім того, в місті видавались «Бойки», «Старожитності Дрогобиччини» та інші .
Найпліднішим, з точки зору пресової історії Дрогобича, є 2012 рік, коли одночасно виходило-існувало понад 10 газетних видань, зокрема це: «Вільне Слово», «Галицька Зоря», «Каменярі», «Гомін Галичини», «Тустань», «Фортуна», «Дрогінфо», «З любов'ю у світ», «Жива вода», «Нові горизонти»…
В умовах ринкової економіки вижила лише частина часописів, решта були змушені трансформуватись, змінити спеціалізацію, або й взагалі закрились.
На даний момент у Дрогобичі виходить друком 8 газет, зокрема:
- «Вільне слово»,
- «Галицька зоря»,
- «Гомін Галичини»,
- «Дрогобицькі оголошення»,
- «Каменярі»,
- «Тустань»,
- «Фортуна»,
- «Жива вода» Самбірсько-Дрогобицької єпархії УГКЦ,
- часопис «Слово» Дрогобицької духовної семінарії, Функціонують 7 видавництв, зокрема «Коло», «Добре серце», найбільшим з яких є видавництво «Відродження».

У місті працюють телерадіомовна компанія України «Алсет» (пл. Ринок, 13) і місцева радіостанція «Франкова земля».
5 лютого 2011 року при храмі св. Петра і Павла молоді журналісти Дрогобича з тижневика «Каменярі», а також представники Школи християнського аніматора утворили мистецький молодіжний осередок Youngsoul, який має свій сайт.
Видавництво «Коло», «Кофеїн TV» та «Твоє радіо», що працює на хвилі 101,4FM, узяли активну участь в підготовці та проведенні в Дрогобичі Великої Гаївки, під час якої було встановлено рекорд України за кількістю учасників, який зафіксований представниками «Книги рекордів України».
12 травня 2012 року в місті вийшов перший номер «Газети Наддністрянської», виданої в дрогобицькому видавництві «Коло» редакцією об'єднання «Альтер».
У 2017 році засновано «Радіо Котермак».

### Інтернет-ЗМІ Дрогобича
Інтернет-ЗМІ (інтернет-видання, інтернет-газети) Дрогобича — онлайн-видання, з регулярно оновлюваним контентом, які ставлять своїм завданням виконувати функцію засобу масової інформації (ЗМІ) і користуються певною популярністю і авторитетом (мають свою постійну аудиторію), та здійснюють інформаційну діяльність у соціальних мережах.
У 2013 році у Дрогобичі існувало 22 Інтернет-ЗМІ.
- Сайт газети «Галицька зоря»
- Сайт газети «Каменярі»
- Сайт газети «Тустань»
- «Droginfo»
- «LifeInfo»
- «Дрогобицький Портал»
- «Drohobyczer Zeitung»
- «Майдан»
- «Дрогобиччина»
- «Медіа Дрогобиччина»
- Міська газета «Дрогобицькі оголошення»
- «Оголошення міста Дрогобич» (Drogogo)
- «Дрогобич сьогодні»
- «Портал Дрогобича»
- «Дрогобич — портал, новини, історія, фотографії, оголошення»
- «Корзина новин»
- Drohobych.at.ua
- «Дрогобиччина — новини краю»
- «Вся правда про Дрогобич»
- «Дрогобич Інфо»
- «Дрогобицьке регіональне Інтернет телебачення» (ДРІТ)
- «Drohobych Site»

Станом на 2015 рік у Дрогобичі свою інформаційну діяльність здійснюють, зокрема: Інтернет-газета «Майдан», Інтернет-газета «Drohobyczer Zeitung», регіональний інформаційно-аналітичний портал «Медіа Дрогобиччина», Інформаційно-аналітичний політично-оглядовий часопис «LifeInfo», «Droginfo», Інформаційний портал Дрогобицького району «Дрогобиччина — новини краю», Інтернет-газета «Дрогобицьке земляцтво».